# Cosautlán de Carvajal (kommun)
Cosautlán de Carvajal är en kommun i Mexiko.   Den ligger i delstaten Veracruz, i den sydöstra delen av landet, 230 km öster om huvudstaden Mexico City. Antalet invånare är 14 724. Arean är 72 kvadratkilometer.
Terrängen i Cosautlán de Carvajal är huvudsakligen kuperad, men åt sydväst är den bergig.
Följande samhällen finns i Cosautlán de Carvajal:
- Cosautlán de Carvajal
- San Miguel Tlapéxcatl
- Vaquería
- La Reforma
- Casa Quemada
- Xaliscuilo
- La Lagunilla
- Palzoquitipan
- La Gloria
- Juanantontla
- Mata Redonda